# Веслування на байдарках і каное на літніх Олімпійських іграх 2020 — каное-одиночки, 1000 метрів (чоловіки)
Змагання з веслування на каное-одиночках на дистанції 1000 м серед чоловіків на літніх Олімпійських іграх 2020 відбулися 6 - 7 серпня 2021 року на Веслувальному каналі Сі Форест. 

## Формат змагань
Змагання з веслування на байдарках і каное в спринті складаються з чотирьох раундів: попередніх заїздів, чвертьфіналів, півфіналів і фіналів. Особливості проходження етапів залежать від кількості човнів, що розпочинають змагання.

## Розклад
Змагання в цій дисципліні відбулися впродовж двох днів поспіль, два раунди на день. Всі сесії розпочинаються о 9:30 за місцевим часом. Під час однієї сесії можуть відбуватися змагання в кількох різних дисциплінах.
| З | Попередні заїзди | ¼ | Чвертьфінали | ½ | Півфінали | Ф | Фінал |

| Дисципліна↓/Дата →    | Пон 2 | Пон 2 | Вів 3 | Вів 3 | Сер 4 | Сер 4 | Чет 5 | Чет 5 | П'ят 6 | П'ят 6 | Суб 7 | Суб 7 |
| --------------------- | ----- | ----- | ----- | ----- | ----- | ----- | ----- | ----- | ------ | ------ | ----- | ----- |
| Б-4, 500 м (чоловіки) |       |       |       |       |       |       |       |       | З      | З      | ½     | F     |

## Результати

### Заїзди
Перший і другий човни виходять до півфіналу, решта - потрапляють до чвертьфіналу. 

#### Заїзд 1
| Місце | Доріжка | Каноеїст          | Країна                           | Час      | Примітки |
| ----- | ------- | ----------------- | -------------------------------- | -------- | -------- |
| 1     | 6       | Кетелін Чиріле    | Румунія (ROU)                    | 4:05.617 | SF       |
| 2     | 5       | Хосе Рамон Пельєр | Куба (CUB)                       | 4:06.343 | SF       |
| 3     | 4       | Чжен Пенфей       | Китай (CHN)                      | 4:10.115 | QF       |
| 4     | 3       | Матеуш Камінський | Польща (POL)                     | 4:11.202 | QF       |
| 5     | 6       | Віктор Мелантьєв  | Олімпійський комітет Росії (ROC) | 4:14.004 | QF       |
| 6     | 1       | Даніель Фейєш     | Угорщина (HUN)                   | 4:34.000 | QF       |
| 7     | 2       | Таканорі Томе     | Японія (JPN)                     | 4:37.208 | QF       |

#### Заїзд 2
| Місце | Доріжка | Каноеїст                 | Країна          | Час      | Примітки |
| ----- | ------- | ------------------------ | --------------- | -------- | -------- |
| 1     | 5       | Ісакіас Кейрос           | Бразилія (BRA)  | 3:59.894 | SF       |
| 2     | 6       | Лю Хао                   | Китай (CHN)     | 4:06.914 | SF       |
| 3     | 2       | Петр Фукса               | Чехія (CZE)     | 4:14.482 | QF       |
| 4     | 3       | Алтухов Павло Сергійович | Україна (UKR)   | 4:15.508 | QF       |
| 6     | 1       | Сергій Ємельянов         | Казахстан (KAZ) | 4:16.039 | QF       |
| 7     | 4       | Віктор Глазунов          | Польща (POL)    | 4:25.996 | QF       |
| 8     | 7       | Рудольф Беркінґ-Вільямс  | Самоа (SAM)     | 5:19.538 | QF       |

#### Заїзд 3
| Місце | Доріжка | Каноеїст                 | Країна                    | Час      | Примітки |
| ----- | ------- | ------------------------ | ------------------------- | -------- | -------- |
| 1     | 5       | Мартін Фукса             | Чехія (CZE)               | 4:01.620 | SF       |
| 2     | 2       | Балаж Адольф             | Угорщина (HUN)            | 4:01.665 | SF       |
| 3     | 4       | Себастьян Брендель       | Німеччина (GER)           | 4:02.351 | QF       |
| 4     | 6       | Джекі Годманн            | Бразилія (BRA)            | 4:24.732 | QF       |
| 5     | 6       | Роланд Варга             | Канада (CAN)              | 4:49.250 | QF       |
| 6     | 3       | Жоакім Лобо              | Мозамбік (MOZ)            | 4:49.676 | QF       |
| 7     | 1       | Роке Фернандес Дос Рамос | Сан-Томе і Принсіпі (STP) | 5:00.977 | QF       |

#### Заїзд 4
| Місце | Доріжка | Каноеїст                    | Країна                           | Час      | Примітки |
| ----- | ------- | --------------------------- | -------------------------------- | -------- | -------- |
| 1     | 4       | Тарновський Сергій Олегович | Молдова (MDA)                    | 4:02.794 | SF       |
| 2     | 5       | Адрієн Бар                  | Франція (FRA)                    | 4:03.771 | SF       |
| 3     | 1       | Владислав Чеботарь          | Олімпійський комітет Росії (ROC) | 4:28.951 | QF       |
| 4     | 6       | Каєтано Гарсія              | Іспанія (ESP)                    | 4:34.418 | QF       |
| 5     | 2       | Віктор Міхалакі             | Румунія (ROU)                    | 4:39.865 | QF       |
| 6     | 3       | Булі Да Консейсан Трісте    | Сан-Томе і Принсіпі (STP)        | 4:57.659 | QF       |

#### Заїзд 5
| Місце | Доріжка | Каноеїст               | Країна          | Час      | Примітки |
| ----- | ------- | ---------------------- | --------------- | -------- | -------- |
| 1     | 4       | Фернандо Хорхе         | Куба (CUB)      | 4:04.378 | SF       |
| 2     | 5       | Конрад-Робін Шайбнер   | Німеччина (GER) | 4:04.920 | SF       |
| 3     | 2       | Коннор Фіцпатрік       | Канада (CAN)    | 4:05.577 | QF       |
| 4     | 1       | Вандюк Юрій Васильович | Україна (UKR)   | 4:11.346 | QF       |
| 5     | 6       | Пабло Мартінес         | Іспанія (ESP)   | 4:21.729 | QF       |
| 6     | 3       | Гелен Хатталі          | Туніс (TUN)     | 4:39.791 | QF       |

### Чвертьфінали
Перший і другий човни виходять до півфіналу, решта - вибувають.

#### Чвертьфінал 1
| Місце | Доріжка | Каноеїст                 | Країна                    | Час      | Примітки |
| ----- | ------- | ------------------------ | ------------------------- | -------- | -------- |
| 1     | 5       | Чжен Пенфей              | Китай (CHN)               | 4:05.502 | SF       |
| 2     | 4       | Алтухов Павло Сергійович | Україна (UKR)             | 4:06.018 | SF       |
| 3     | 3       | Матеуш Камінський        | Польща (POL)              | 4:08.172 |          |
| 4     | 6       | Сергій Ємельянов         | Казахстан (KAZ)           | 4:21.734 |          |
| 5     | 7       | Даніель Фейєш            | Угорщина (HUN)            | 4:21.847 |          |
| 6     | 2       | Роланд Варга             | Канада (CAN)              | 4:28.174 |          |
| 7     | 1       | Булі Да Консейсан Трісте | Сан-Томе і Принсіпі (STP) | 4:55.527 |          |
| 8     | 8       | Рудольф Беркінґ-Вільямс  | Самоа (SAM)               | DNS      | DNS      |

#### Чвертьфінал 2
| Місце | Доріжка | Каноеїст                 | Країна                           | Час      | Примітки |
| ----- | ------- | ------------------------ | -------------------------------- | -------- | -------- |
| 1     | 7       | Віктор Глазунов          | Польща (POL)                     | 4:07.632 | SF       |
| 2     | 4       | Коннор Фіцпатрік         | Канада (CAN)                     | 4:09.622 | SF       |
| 3     | 6       | Віктор Мелантьєв         | Олімпійський комітет Росії (ROC) | 4:11.095 |          |
| 4     | 5       | Петр Фукса               | Чехія (CZE)                      | 4:14.476 |          |
| 5     | 2       | Віктор Міхалакі          | Румунія (ROU)                    | 4:15.007 |          |
| 6     | 3       | Джекі Годманн            | Бразилія (BRA)                   | 4:18.20  |          |
| 7     | 1       | Гелен Хатталі            | Туніс (TUN)                      | 4:35.417 |          |
| 8     | 8       | Роке Фернандес Дос Рамос | Сан-Томе і Принсіпі (STP)        | 5:10.506 |          |

#### Чвертьфінал 3
| Місце | Доріжка | Каноеїст               | Країна                           | Час      | Примітки |
| ----- | ------- | ---------------------- | -------------------------------- | -------- | -------- |
| 1     | 5       | Себастьян Брендель     | Німеччина (GER)                  | 4:07.036 | SF       |
| 2     | 3       | Вандюк Юрій Васильович | Україна (UKR)                    | 4:08.719 | SF       |
| 3     | 2       | Пабло Мартінес         | Іспанія (ESP)                    | 4:09.102 |          |
| 4     | 4       | Владислав Чеботарь     | Олімпійський комітет Росії (ROC) | 4:18.517 |          |
| 5     | 6       | Каєтано Гарсія         | Іспанія (ESP)                    | 4:31.929 |          |
| 6     | 1       | Таканорі Томе          | Японія (JPN)                     | 4:38.546 |          |
| 7     | 7       | Жоакім Лобо            | Мозамбік (MOZ)                   | 5:04.687 |          |

### Півфінали
Перші чотири човни виходять до фіналу A, решта - потрапляють до фіналу B.   

#### Півфінал 1
| Місце | Доріжка | Каноеїст                 | Країна        | Час      | Примітки |
| ----- | ------- | ------------------------ | ------------- | -------- | -------- |
| 1     | 2       | Адрієн Бар               | Франція (FRA) | 4:04.026 | FA       |
| 2     | 6       | Лю Хао                   | Китай (CHN)   | 4:04.196 | FA       |
| 3     | 4       | Мартін Фукса             | Чехія (CZE)   | 4:04.220 | FA       |
| 4     | 3       | Фернандо Хорхе           | Куба (CUB)    | 4:04.725 | FA       |
| 5     | 1       | Алтухов Павло Сергійович | Україна (UKR) | 4:05.857 | FB       |
| 6     | 5       | Кетелін Чиріле           | Румунія (ROU) | 4:09.397 | FB       |
| 7     | 7       | Віктор Глазунов          | Польща (POL)  | 4:09.876 | FB       |
| 8     | 8       | Вандюк Юрій Васильович   | Україна (UKR) | 4:20.098 | FB       |

#### Півфінал 2
| Місце | Доріжка | Каноеїст                    | Країна          | Час      | Примітки |
| ----- | ------- | --------------------------- | --------------- | -------- | -------- |
| 1     | 4       | Ісакіас Кейрос              | Бразилія (BRA)  | 4:05.579 | FA       |
| 2     | 5       | Тарновський Сергій Олегович | Молдова (MDA)   | 4:06.635 | FA       |
| 3     | 2       | Конрад-Робін Шайбнер        | Німеччина (GER) | 4:08.503 | FA       |
| 4     | 7       | Чжен Пенфей                 | Китай (CHN)     | 4:09.139 | FA       |
| 5     | 6       | Балаж Адольф                | Угорщина (HUN)  | 4:09.177 | FB       |
| 6     | 3       | Хосе Рамон Пельєр           | Куба (CUB)      | 4:09.696 | FB       |
| 7     | 1       | Себастьян Брендель          | Німеччина (GER) | 4:11.413 | FB       |
| 8     | 8       | Коннор Фіцпатрік            | Канада (CAN)    | 4:12.609 | FB       |

### Фінали

#### Фінал B
| Місце | Доріжка | Каноеїст                 | Країна          | Час      | Примітки |
| ----- | ------- | ------------------------ | --------------- | -------- | -------- |
| 9     | 6       | Хосе Рамон Пельєр        | Куба (CUB)      | 4:02.915 |          |
| 10    | 2       | Себастьян Брендель       | Німеччина (GER) | 4:03.723 |          |
| 11    | 3       | Кетелін Чиріле           | Румунія (ROU)   | 4:03.973 |          |
| 12    | 5       | Алтухов Павло Сергійович | Україна (UKR)   | 4:04.098 |          |
| 13    | 7       | Віктор Глазунов          | Польща (POL)    | 4:04.463 |          |
| 14    | 8       | Коннор Фіцпатрік         | Канада (CAN)    | 4:06.043 |          |
| 15    | 4       | Балаж Адольф             | Угорщина (HUN)  | 4:07.613 |          |
| 16    | 1       | Вандюк Юрій Васильович   | Україна (UKR)   | 4:10.910 |          |

#### Фінал A
| Місце | Доріжка | Каноеїст                    | Країна          | Час      | Примітки |
| ----- | ------- | --------------------------- | --------------- | -------- | -------- |
| 1     | 4       | Ісакіас Кейрос              | Бразилія (BRA)  | 4:04.408 |          |
| 2     | 3       | Лю Хао                      | Китай (CHN)     | 4:05.724 |          |
| 3     | 6       | Тарновський Сергій Олегович | Молдова (MDA)   | 4:06.069 |          |
| 4     | 5       | Адрієн Бар                  | Франція (FRA)   | 4:06.171 |          |
| 5     | 7       | Мартін Фукса                | Чехія (CZE)     | 4:08.755 |          |
| 6     | 2       | Конрад-Робін Шайбнер        | Німеччина (GER) | 4:13.725 |          |
| 7     | 1       | Фернандо Хорхе              | Куба (CUB)      | 4:13.918 |          |
| 8     | 8       | Чжен Пенфей                 | Китай (CHN)     | 4:14.048 |          |